# 时尚明星
《时尚明星》（英語：Fashion Star）是一档由Rick Ringbakk创造的美国达人秀节目，本节目于2012年3月13日起在全国广播公司播出。
2012年5月11日NBC宣布续订本节目第二季。